# رئيس غامبيا
رئيس جمهورية غامبيا هو رئيس الدولة ورئيس حكومة غامبيا. رئيس غامبيا يعتبر في منصب السلطة التنفيذية في الحكومة وأيضا يعتبر القائد العام للقوات المسلحة في الجيش الغامبي.

## رؤساء جمهورية غامبيا
تتضمن هذه القائمة جميع الأشخاص الذين شغلوا منصب رئيس غامبيا. قبل استقلال البلاد في عام 1970، وتحديدا بين عامي 1965 و 1970 كانت الملكة إليزابيث الثانية رئيسة للدولة عندما كانت غامبيا ضمن دول الكومنولث.
الأحزاب السياسية
| No.                           | الصورة                       | الاسم (الميلاد–الوفاة)             | الانتخابات                   | الفترة                       | الفترة                       | الفترة                       | الحزب                        |
| No.                           | الصورة                       | الاسم (الميلاد–الوفاة)             | الانتخابات                   | استلم المنصب                 | ترك المنصب                   | المدة                        | الحزب                        |
| الجمهورية الأولى (1970–1994)  | الجمهورية الأولى (1970–1994) | الجمهورية الأولى (1970–1994)       | الجمهورية الأولى (1970–1994) | الجمهورية الأولى (1970–1994) | الجمهورية الأولى (1970–1994) | الجمهورية الأولى (1970–1994) | الجمهورية الأولى (1970–1994) |
| ----------------------------- | ---------------------------- | ---------------------------------- | ---------------------------- | ---------------------------- | ---------------------------- | ---------------------------- | ---------------------------- |
| 1                             |                              | داودا جاوارا (1924–2019)           | 1972 1977 1982 1987 1992     | 24 أبريل 1970                | 22 يوليو 1994 (خلع)          | 24 سنوات و89 أيام            | حزب الشعب التقدمي            |
| الحكم العسكري (1994-1996)     |                              |                                    |                              |                              |                              |                              |                              |
| 2                             |                              | يحيى جامع (مواليد 1965) رئيس AFPRC | -                            | 22 يوليو 1994                | 6 نوفمبر 1996                | 2 سنوات و107 أيام            | Military                     |
| الجمهورية الثانية (1996–الآن) |                              |                                    |                              |                              |                              |                              |                              |
| (2)                           |                              | يحيى جامع (مواليد 1965)            | 1996 ‏ 2001 2006 2011         | 6 نوفمبر 1996                | 19 يناير 2017                | 20 سنوات و76 أيام            | APRC                         |
| 3                             |                              | آداما بارو (مواليد 1965)           | 2016 2021                    | 19 يناير 2017                | في المنصب                    | 8 سنوات و61 أيام             | Coalition 2016 (حتى 2019)    |
| 3                             | NPP                          | آداما بارو (مواليد 1965)           | 2016 2021                    | 19 يناير 2017                | في المنصب                    | 8 سنوات و61 أيام             |                              |